# Greg Bartholomew
Greg Bartholomew (* 1957 in Saint Paul/Minnesota) ist ein US-amerikanischer Komponist.

## Leben und Wirken
Bartholomew studierte am College of William & Mary in Virginia und an der University of Washington. Er war Kompositionsschüler von David Paul Mester studierte Violine bei Teo Benson und besuchte Seminare und Symposien von Krzysztof Penderecki, George Crumb, Bob Chilcott, Steven Sametz, Robert Kyr, R. Murray Schafer, Tan Dun, Gregg Smit, Hummie Mann, Gloria Swisher und Brent Michael Davids. Mehr als fünfzehn Jahre sang er im Chor Seattle Pro Musica unter Leitung von Karen P. Thomas.
Neben der Kammeroper Razumow komponierte Bartholomew Chor- und Orchesterwerke sowie Kammermusik. Mit dem Stück Beneath the Apple Tree für Gambe und Blockflöte erhielt er 2006 den ersten Preis bei der Orpheus Music Composition Competition. Mit dem Chorwerk Leo war er 2007 Finalist beim Cincinnati Camerata Composition Competition. Er ist Mitglied der American Society of Composers, Authors and Publishers (ASCAP), des Washington Composers Forum, des American Composers Forum und der Society of Composers.

## Werke
- Stoke Fleming für gemischten Chor a cappella, 2000
- Three American Winter Settings für Chor a cappella, 2001
- The 21st Century (A Girl Born in Afghanistan) für gemischten Chor a cappella, 2002
- Leo für gemischten Chor a cappella nach Texten aus Astronomica von Marcus Manilius, 2002
- Beati Quorum Via für gemischten Chor a cappella, 2003
- The Tree für gemischten Chor a cappella nach einem Gedicht von Jones Very, 2003
- First Suite from Razumov für Klarinette und Streichquartett, 2003
- Song of the Mountains für gemischten Chor und Klavier, 2004
- The Far North Land: Passages for String Orchestra or for School Band, 2004
- String Trio for George Crumb, 2004
- On the Ground Where We Live für großes Orchester, 2005
- Fanfare for Santa Barbara Harbor für drei Trompeten, drei Hörner, drei Posaunen und Tuba, 2005
- On the Trunks of Strong Trees für Stimme, Flöte, Cello und Klavier, 2005
- Suite for String Orchestra (nach dem Streichtrio von George Crumb), 2006
- Voyageur Suite für Blechbläserquintett, 2006
- Beneath the Apple Tree für Altblockflöte und Bassgambe, 2006
- Three Gnostic Poems für gemischten Chor a  cappella, 2007
- From the Odes of Solomon für gemischten Chor a cappella, 2007
- Coming into Harmony für großes Orchester, 2007
- One Silver Minute für Streichorchester und Pauken, 2007
- Lucky Seven Fanfare für zwei Trompeten, zwei Hörner, zwei Posaunen und Tuba, 2007
- Conversation in Orange & Brown für Tuba und Horn oder Euphonium oder zwei Hörner oder Cello und Kontrabass, 2008
- Second Suite from Razumov für Bläserquintett, 2008
- The Promise of Liberty für Chor uniso oder zweigeteilt mit optionalem Diskant und optionalem Klavier oder Gitarre, 2009
- Summer Suite für Trompete und Streich- oder Kammerorchester, oder Streich- oder Saxophonquartett oder Klavier, 2009
- The Fervid Hokey Poke für gemischten Chor a cappella, 2010
- Razumow, Kammeroper nach dem Roman Under Western Eyes von Joseph Conrad

## Weblink
- Homepage von Greg Bartholomew